# Konventionen om arbetstid för affärs- och kontorsanställda
Konventionen om arbetstid för affärs- och kontorsanställda (ILO:s konvention nr 30 angående arbetstid för affärs- och kontorsanställda, Hours of Work (Commerce and Offices) Convention) är en konvention som antogs av Internationella arbetsorganisationen (ILO) den 28 juni 1930 i Genève. Konventionen slår fast regler om arbetstid för affärs- och kontorsanställda och består av 19 artiklar.

## Ratificering
Konventionen har ratificerats av 30 stater, varav 2 har sagt upp den i efterhand.